# Mandela Nationaal Stadion
Het Mandela Nationaal Stadion is een multifunctioneel stadion in Kampala, Oeganda. In de stad ligt het stadion op een heuvel, Namboole. Het stadion werd vernoemd naar de Zuid-Afrikaanse president Nelson Mandela. In het stadion kunnen 45.202 toeschouwers.

## Geschiedenis
Het stadion werd gebouwd in 1997 met behulp van Chinees geld. Het kostte 36 miljoen dollar om het stadion te bouwen. Officieel kunnen er ruim 45.000 toeschouwers in maar regelmatig zijn er meer toeschouwers, dit komt vooral vanwege het grote aantal staplaatsen. Het stadion werd origineel Namboole Stadium genoemd, naar de eerdergenoemde heuvel waar het stadion op ligt. Bij de opening in 1997 was er een concert door Lucky Dube, reggae-artiest uit Zuid-Afrika. 